# Українське товариство прихильників Ліги Націй
Українське товариство прихильників Ліги Націй — неформальне представництво Української Народної Республіки при Лізі Націй (1920—1939).

## Історія товариства
Товариство було засноване в червні 1920 року з метою представлення інтересів українців у Лізі Націй, як орган співпраці народів на основі міжнародного права. У червні 1922 року товариство стало членом Міжнародного союзу товариств-прихильників Ліги Націй, що об'єднувала тоді представників більш як п'ятдесяти країн. Представники товариства брали участь у праці виконавчих органів Міжнародного союзу в Празі та Будапешті, а їхня діяльність була спрямована на інформування світової громадськості каналами Ліги Націй про політичне становище українців у складі СРСР та Польщі. На пропозицію української делегації було створено комітет Сходу Міжнародного союзу, що зусиллями товариства підготував справу протесту проти примусової праці в СРСР, яку розглядали у 1932 році на загальних зборах Міжнародного союзу в Парижі.

## Голови товариства
1. Шелухін Сергій Павлович
2. Кедровський Володимир Іванович
3. Яковлів Андрій Іванович